# Lammert Huizing (journalist)
Lammert Huizing (Zuidwolde, 1927 - Hoogeveen, 11 maart 2013) was een Nederlandse journalist en auteur. Hij was tot 1992 hoofdredacteur van de Hoogeveensche Courant. Hij stond bekend als kenner van Drenthe, de nestor van de Drentse journalistiek en als publicist.

## Jeugd en opleiding
Huizing werd geboren in Zuidwolde. Hij groeide op in de oorlog, wat hij zelf "geen ideale situatie om je als schrijver te ontplooien" noemt. Hij wilde sterrenkunde studeren, maar geld was er niet. Als oudste van twaalf kinderen in een boerengezin moest hij zo gauw mogelijk meehelpen om de kost te verdienen. In 1947 maakte hij een voettocht van Zuidwolde naar Rome. De Hoogeveensche Courant publiceerde zijn artikelen over die reis die hij voortijdig moest afbreken omdat zijn spullen gestolen waren.
Na verschillende baantjes, onder andere op een notariskantoor en op de afdeling Volkshuisvesting van de gemeente Vlagtwedde, ging Huizing in 1949 werken voor de Hoogeveensche Courant. Hier werd hij uiteindelijk hoofdredacteur en zou dit blijven tot zijn pensionering in 1992. Daarnaast werkte hij ook mee aan de regionale omroep, eerst de voormalige RONO, later Radio Noord en Radio Drenthe.

## Liefde voor Drenthe
Op vrijdag 5 mei 1989 verscheen ter ere van zijn 40-jarig (hoofd)redacteurschap van de Hoogeveensche Courant een speciale editie van deze krant: de Huizinger Courant. Het behoud van de Drentse identiteit heeft altijd een grote rol gespeeld in Huizings leven. Meerdere malen is zijn liefde voor streektaal en streekcultuur tot uiting gekomen in talloze journalistieke publicaties en boeken. In november 1988 versloeg hij voor de veertigste keer de begrotingsvergadering van de gemeente Hoogeveen. Dat leverde hem de erepenning van de gemeente Hoogeveen op. Op 30 april 1989 werd Huizing benoemd tot ridder in de orde van Oranje Nassau. 
In 1992 droeg hij het hoofdredacteurschap na 26 jaar over aan Jan Koers. Regelmatig verschijnen er nog bijdragen van hem in de krant. Op 22 november 1994 kreeg hij de Culturele prijs van Drenthe en in 2003 werd hij uitgeroepen tot Hoogevener van het Jaar. In 2004 werd Huizing benoemd tot erelid van de Historische Kring Hoogeveen.

## Andere activiteiten
Als zestienjarige richtte Huizing samen met Sidney van den Bergh en Hugo van Woerden de Astro-club op, een landelijke vereniging van meteoorwaarnemers. Deze bestaat nog steeds als Werkgroep Meteoren van de Koninklijke Nederlandse Vereniging voor Weer- en sterrenkunde. Twintig jaar was hij verkennersleider van de Ter Stege Groep van de padvinderij in Hoogeveen. Hij bouwde met zijn groep de blokhut Lydda in het Spaarbankbos, even ten noorden van Hoogeveen. Deze blokhut wordt nog steeds door de scoutinggroep gebruikt. Bij zijn afscheid in 1966 werd hij benoemd tot ereleider van de groep.
Hij nam zitting in diverse secties van het Drents Genootschap, waaronder historie en literatuur. Hij is tien jaar lid geweest van de adviescommissie voor het uitreiken van de Culturele Prijs van Drenthe. Ook was hij tien jaar voorzitter van de Vereniging Herdenking Slag bij Ane. Vanaf 1973 was hij 25 jaar coördinator van de gespreksgroep Zuidwolde van het Drents Woordenboek. Voorts was hij lid van de Drentse Schrieverskring en van de Studievereniging voor Psychical Research (SPR), waaruit zijn interesse voor de parapsychologie blijkt. Ook was hij bestuurslid, c.q. medeoprichter van de Stichting Wereldgodsdiensten en Levensbeschouwingen, de Volksuniversiteit Hoogeveen en het Genootschap Nederland-Israël. Hij was vele jaren lid van straatnamen-adviescommissie van de gemeente Hoogeveen en de programmaraad van RTV Drenthe.
Na zijn pensionering runde Huizing de redacties van kerkbladen in Assen en Hoogeveen. Hij publiceerde in het Dagblad van het Noorden, Meppeler Courant, Reformatorisch Dagblad en de Hoogeveensche Courant. Hij verzorgde tegen de 700 lezingen over lokale en regionale historie en andere onderwerpen. Huizing overleed in maart 2013 in het Bethesdaziekenhuis in zijn woonplaats Hoogeveen.

## Publicaties
1947 - Als verkenner liftend van Nederland naar Napels(Bundeling van in Hoogeveensche Courant verschenen artikelen).

1963 - De verdwenen mediene. Studie over Drents jodendom (Lezing Drenthe College, Assen).

1969 - De historie van Zuidwolde (Lezing voor gemeenteraad Zuidwolde).

1972 - Met de kiekkast door Drente.

1975 - Hoogeveen, Van Echten's Morgenland (samen met dr. J. Wattel).

1975 - Zeven eeuwen Zuidwolde.

1976 - Gebruiken rond Dood en Leven in Drente (Gedachtenis aan driekwart eeuw Draagt Elkanders Lasten in Hoogeveen).

1978 - Mensen in Drente.

1979 - Lezen in Hoogeveen.

1979 - Koekanger Historie (samen met mevrouw G. Nijenhuis-Scheper).

1979 - Halve eeuw Provinciale VVV.

1980 - Volksverhalen uit Drente (samen met prof. dr. H. J. Prakke, Jan Poortman, Roel Reijntjes en drs. H. Hadderingh).

1981 - Echten Achthonderd (samen met H.J. de Blécourt en dr. E.J. Offerhaus).

1982 - Technische School Hoogeveen 75 jaar.

1985 - Zij konden niet anders. Herinneringen aan het verzet in Nieuwlande, 1940-1945.

1985 - Medewerking aan 'Stoelendaans' (Drents Boekenweekgeschenk).

1986 - Te Hoogeveen overvloed van werk. De dekolonisatie van een veendorp. Sociaal-economisch profiel 1850-1985.

1986 - Gedenkboek Rabobank Hoogeveen.

1989 - Bouwen met krachten uit de burgerij. Driekwart eeuw Bouwvereniging Hoogeveen.

1990 - Hoogeveners en anderen (Terugblik op veertig jaar schrijverij).

1991 - Medewerking aan ’Eldersloo’ (Drentse schrievers an de reize).

1997 - Zuidwolde zoals het was.

1998 - Anderhalve eeuw Jozefkerk aan het Kerkplein in Assen.

1999 - Hoogeveen Markant.

1999 - Gedenkboek Hoogeveen 1940-1945 (samen met Jan Braker).

2002 - Ter ere Gods. 350 jaar hervormde 'grote' kerk te Hoogeveen (samen met Albert Metselaar).

2003 - Geroepen om te spelen. (Een biografische schets van Jan Wiechers).

2003 - Medewerking aan Encyclopedie van Drenthe (Onder andere alle kerkelijke en joodse lemmata).

2004 - 140 jaar tot Nut en Genoegen in Ruinen.

2004 - Medewerking aan bundel ’Als een god in Drenthe’.

2005 - Hoogeveen Monumentaal.

2006 - Hoogeveners 125 jaar onderling.

2006 - Hoe 'vroeger' verdween uit Hoogeveen, 1950-1980.

2006 - Hoogeveen hoogvlieger binnen Philips. Van Icoma-fabriek tot DAP-kenniscentrum.

## Artikelenseries en columns in kranten en tijdschriften
1945/1946 - Op den Uitkijk (Cultureel Maandblad):  Sterrenkundige rubriek ’Tijdingen uit de wereldruimte’.

1974-1988 - Maandblad Drenthe:  Maandelijkse rubriek ’Dezer dagen in Drenthe’ onder pseudoniem Huso.

1988-1991 - Maandblad Drenthe: Maandelijkse column over actueel cultureel of historisch (Drents) onderwerp c.q. ontwikkeling.

1992-1998 - Hoofdredacteur Maandblad Drenthe/Drenthe Totaal.

Vanaf 1981 - Tachtig columns Nieuwsblad van het Noorden ’Drenten over Drenthe’ onder pseudoniem Dr. Geert van Bunen.

Jaren ‘80 - Wekelijkse tekst bij luchtfoto’s Drentse dorpen en landschappen van Herman Conens. (Plm 200 afleveringen) .

1995-1997 - Wekelijkse rubriek NvhN ’Kerks Bekeken’ (ruim 200 afleveringen Petite histoire rond Drentse kerken).
 1997-2002 - Veertiendaagse rubriek Nieuwsblad van het Noorden ’Drentsigheden’ samen met Cor Rodenburg (230 afleveringen).

1991-1992 - Medewerking rubriek ’Anno Domini’ in Nieuwsblad van het Noorden onder pseudoniem Dick Karzijns.

2002-2004 - Veertiendaagse rubriek DvhN ’Drentsigheden’ samen met Cor Rodenburg (52 afleveringen).

2004-2013 – Onregelmatige bijdragen met Drentstalige verhalen aan Oeze Volk.

2005-2013 - Onregelmatige bijdragen als columnist streekcultuur en streekhistorie Dagblad van het Noorden.

2005-2013 - Drentstalige wekelijkse rubriek ’Eertieds in dizze streek’ in Meppeler Courant en andere Boompers bladen.

2002-2013 - Tweewekelijkse Drentstalige rubriek ’Drentsigheden’ voor Radio De Wolden.

1992-1998 - Hoofdredacteur SoW-Kerkblad Assen.

1997-2007 - Hoofdredacteur Hervormd Hoogeveen/Kerkentrommel.

1983-2013 - Hoofdredacteur kwartaalblad De Veenmol (Historische Kring Hoogeveen).

Incidentele medewerking diverse historische bladen in Drenthe.

## Gebruikte literatuur en referenties
- Winnaarslijst Culturele Prijs Drenthe
- Hoogevener van het Jaar
- Encyclopedie van Drenthe

- Gemeinsame Normdatei: 172147417
- International Standard Name Identifier: 0000 0003 5797 7747
- Nederlandse Thesaurus van Auteursnamen: 069398976
- Virtual International Authority File: 202368870
- WorldCat: E39PBJk4DgdkRGwQb9jKdk6Yfq